# ويليام ميلفيل درينان
ويليام ميلفيل درينان هو سياسي كندي، ولد في 15 نوفمبر 1853، وتوفي في 28 مايو 1900.